# Khasan Baroyev
Khasan Baroyev est un lutteur russe spécialiste de la lutte gréco-romaine né le 1er décembre 1982.

## Biographie
Il remporte la médaille d'or lors des Championnats du monde de 2003 et 2006 puis la médaille d'argent lors des Championnats du monde de 2007. Lors des Jeux olympiques d'été de 2004 se tenant à Athènes, il remporte la médaille d'or en combattant dans la catégorie des -120 kg. Au niveau européen, il remporte le titre en 2007 et en 2011, la médaille d'argent en 2008 et la médaille de bronze en 2006.
Lors des Jeux olympiques d'été de 2008, il remporte la médaille d'argent, mais en est déchu en 2016 par le CIO pour un test positif au turinabol.